# (6362) Tunis
(6362) Tunis est un astéroïde découvert à l'observatoire de La Silla au Chili le 19 mai 1979 par l'astronome danois Richard M. West.
Le Président de la République tunisienne, Zine el-Abidine Ben Ali lui a rendu hommage en le faisant, le 7 novembre 2001, Grand Officier de l'Ordre de la République.
Lors de sa découverte il a été désigné 1979 KO ce qui signifie qu'il était le quatorzième astéroïde découvert durant la seconde moitié de mai 1979. Après établissement de ses paramètres, on lui a attribué le numéro définitif (6362).
Autres identifications provisoires : 1971 BC1, 1981 YA2.